# Tinnitus
El tinnitus o acúfeno es un fenómeno perceptivo que consiste en notar sonidos o latidos en el oído, que no proceden de ninguna fuente externa. Las causas realmente no se conocen. En algunos casos pueden ser producto de golpes, pero no es lo más común. En otros casos pueden ser producto del taponamiento de los oídos o del síndrome de Ménière.
También pueden ser causados por situaciones de estrés por estudios, trabajo, entorno familiar, económico, social o exposición a ruido. El tinnitus es una afección bastante común que padecen alrededor del 10-15 % de las personas en el mundo. La mayoría lo toleran bien, y solo para un 1-2 % de la población supone un problema significativo.
El término se utiliza para describir cualquier tipo de sonidos que nazcan en los oídos o cabeza y que son audibles solo por la persona afectada. Pueden ser pitidos o zumbidos que a veces son pulsátiles, percibiéndose a modo de latidos.

## Síntomas
Consisten generalmente en zumbidos, siseos o campanilleos, y en ocasiones llegan a ser tan fuertes que el paciente es incapaz de oír una conversación normal. Mediante estudios electrofisiológicos y de imagenología se han permitido distinguir dos variantes importantes de tinnitus neurosensorial: el periférico, que va de semanas a meses de evolución, y el central o crónico, de meses o años de evolución.
No se limita a un campanilleo, puede percibirse en forma de pitido, zumbido grave o agudo, ronroneo, siseo, ruido blanco, estruendo o cantar de grillos, entre otros sonidos.
El tinnitus puede ser una manifestación de la encefalopatía de Wernicke.
El acúfeno está causado por la vibración de los tejidos que rodean al oído o por errores en el sistema auditivo. A veces es atribuible a anomalías vasculares en la cabeza y cuello o a contracciones musculares en los músculos del oído medio o en los que rodean a la mandíbula. Algunos acúfenos se deben a señales generadas, en ausencia de ruidos, en los nervios implicados en el sistema auditivo. Afectan a personas de cualquier edad y, por lo general, suelen ser permanentes (aunque pueden aparecer de forma temporal tras el ruido, por ejemplo, de una explosión). Los acúfenos suelen ir acompañados de sordera, pero también aparecen en personas con una audición normal. En ocasiones son síntoma de la enfermedad de Ménière cuando se acompañan de pérdida de audición y vértigo. También puede presentarse como trastorno neurosensorial (percepción distorsionada de las señales sonoras) en casos de bruxismo o trastornos temporo-mandibulares.
Más que una enfermedad, el tinnitus es un síntoma que puede resultar de varias causas subyacentes.
Las causas más comunes son
el daño auditivo,
la pérdida auditiva relacionada con la edad (conocida como presbiacusia) o inducida por el ruido.
Otras causas incluyen
presencia de cerumen,
infecciones del oído,
migrañas,
una lesión previa en la cabeza,
trastornos de la articulación temporomandibular,
exposición a ciertos medicamentos,
enfermedades del corazón o de los vasos sanguíneos,
enfermedad de Ménière,
tumores cerebrales,
neuromas acústicos (tumores en los nervios auditivos del oído). Puede surgir repentinamente durante un período de estrés emocional. Es más común en personas con depresión. Recientemente se ha descubierto que el acúfeno es causado por varias partes del cerebro, y no solo aquellas que se encargan de la audición. También puede ser un efecto adverso del uso de la quinina y de la quinidina en el tratamiento del paludismo.

## Diagnóstico
El diagnóstico de los acúfenos no siempre es sencillo, por lo que se utilizan varias pruebas audiométricas, sobre todo en los casos que se acompañan de sordera. El tratamiento es eficaz en pocas ocasiones, y la aplicación de un anestésico local puede ser efectiva, pero su duración es muy corta, con lo que realmente no se resuelve el síntoma.

## Tratamiento
Si el tinnitus es causado por pérdida de audición, se puede disminuir al recuperar la audición mediante aparatos auditivos. Cuando el tinnitus empeora debido a momentos de ansiedad o estrés, algunos de estos aparatos pueden relajar al usuario con funciones que se activan opcionalmente como efectos de sonido y música.
Algunos pacientes piensan que son capaces de minimizar la molestia producida por el acúfeno manteniendo ocupada la mente, lo que puede resultar muy efectivo. Mantener distraída la mente por el momento se presenta como la mejor opción contra el estrés del acúfeno. También personas que los han padecido por años, aseguran que, aunque al principio es difícil, con el tiempo se llega a convivir con acúfenos, pasando estos a un segundo término. Para otras personas es tan fuerte la percepción del acúfeno que puede llegar a ser catastrófico, desgastante y muy incapacitante.
Actualmente no existe ningún tratamiento realmente efectivo que elimine a largo plazo o cure el acúfeno, aunque existen estudios que mencionan mejoras o desaparición de los síntomas en pacientes con tinnitus que además padecían hiperinsulinemia al someterse a una dieta que mejorase su resistencia a la insulina. También para este síntoma se utilizan tratamientos como la terapia sonora secuencial (TSS) y la terapia de reentrenamiento auditivo (TRT).
Existen muchas páginas web que ofrecen cura en forma de pastillas, gotas o libros, pero la mayoría de estas no tiene más que un efecto placebo, o sea que estas serían solo un engaño para vender, al no tener ningún efecto eficaz contra el tinnitus. Algunas personas con este síntoma prueban (con mayor o menor éxito) alternativas con vitaminas, minerales, suplementos alimenticios, etc.
En el 2023 la FDA aprobó un tratamiento para el tinnitus llamado Lenire que consiste en un dispositivo de neuromodulación bimodal.La neuromodulación bimodal es un procedimiento innovador para reprogramar permanentemente las áreas auditivas cerebrales. Se basa en la administración simultánea de estímulos sensoriales auditivos y linguales, que se proyectan sobre las zonas auditivas del cerebro y, gracias al mecanismo de plasticidad neuronal, conducen a una atenuación duradera del acúfeno. Su eficacia ha quedado demostrada en varios estudios clínicos a gran escala realizados por equipos universitarios de renombre.